# Gorenje Skopice
Gorenje Skopice – wieś w Słowenii, w gminie Brežice. W 2018 roku liczyła 172 mieszkańców.